# Liste der Anime-Titel (1985–1989)
Dies ist eine chronologisch sortierte Liste der Anime-Titel von 1985 bis 1989.

## 1985
| Name                                                                        | Alternative Namen                                                                                             | Veröffentlichungsjahr | Studio(s)                               |
| --------------------------------------------------------------------------- | --- | --------------------- | --------------------------------------- |
| Akuma Shima no Prince: Mitsume ga Tōru                                      | 悪魔島のプリンス 三つ目がとおる, Three-Eyed One - Prince in the Devile Island                                 | 1985 als Film         | Tōei Animation                          |
| Aoki Ryūsei SPT Layzner (38 Folgen)                                         | 蒼き流星 SPTレイズナー                                                                                        | 1985 als Fernsehserie | Sunrise                                 |
| Area 88 (3 Folgen)                                                          | エリア88, Eria 88                                                                                             | 1985 als OVA          | Project 88, Studio Pierrot              |
| Arei no Kagami                                                              | アレイの鏡 | 1985 als Kurzfilm     | Tōei Animation                          |
| Bavi Stock (2 Folgen)                                                       | バビ・ストック, Babi Sutokku                                                                                  | 1985 als OVA          | Studio Unicorn                          |
| Bobby ni Kubittake                                                          | ボビーに首ったけ, Bobby’s Girl                                                                                | 1985 als Film         | Madhouse, Project Team Argos            |
| Bumpety Boo – Der kleine gelbe Superflitzer (130 Folgen)                    | へーい!ブンブー, Hey! Bunbū, Bumpety Boo                                                                      | 1985 als Fernsehserie | Nippon Animation                        |
| The Chocolate Panic Picture Show (eine Folge)                               | ザ・チョコレートパニック・ピクチャーショー                                                                    | 1985 als OVA          |                                         |
| Chōjū Kishin Dancougar (38 Folgen)                                          | 超獣機神ダンクーガ, Chōjū Kishin Dankūga, Dancougar - Super Beast Machine God                                 | 1985 als Fernsehserie | Asatsu, Ashi Production                 |
| Chōnōryoku Shōjo Barabanba (eine Folge)                                     | 超能力少女 バラバンバ                                                                                         | 1985 als OVA          |                                         |
| Chu-high Lemon LOVE 30S (eine Folge)                                        | 酎ハイれもん LOVE30S, Lemon Cocktail - Love 30 S                                                              | 1985 als OVA          |                                         |
| Conpora Kid (26 Folgen)                                                     | コンポラキッド, Modern Kids                                                                                   | 1985 als Fernsehserie | Tōei Animation                          |
| Cosmo Police Justy (eine Folge)                                             | ＣＯＳＭＯ ＰＯＬＩＣＥ ジャスティ                                                                            | 1985 als OVA          | Studio Pierrot                          |
| Cream Lemon Part 4: POP CHASER (eine Folge)                                 | くりいむレモンPART4 「POP チェイサー」                                                                        | 1985 als OVA          | Fairy Dust                              |
| Dallos Special (eine Folge)                                                 | | 1985 als OVA          |                                         |
| Datenshi-tachi no Kyōen (eine Folge)                                        | 堕天使たちの狂宴                                                                                              | 1985 als OVA          | Orange Video House                      |
| Dirty Pair (26 Folgen)                                                      | ダーティペア, Dāti Pea                                                                                        | 1985 als Fernsehserie | Nippon Sunrise                          |
| Dirty Pair – Affäre Nolandia (eine Folge)                                   | ダーティペアの大勝負 ノーランディアの謎, Dāti Pea no Ōshōbu: Nōrandia no Nazo, Dirty Pair: Affair on Nolandia | 1985 als OVA          | Nippon Sunrise                          |
| Doraemon: Nobita's Little "Star Wars"                                       | ドラえもん のび太の宇宙小戦争(リトル・スターウォーズ)                                                         | 1985 als Film         | Shin’ei Dōga                            |
| Dr. Slump Arale-chan: Hoyoyo! Yume no Miyako Mecha Police                   | Dr.スランプ アラレちゃん ほよよ!夢の都メカポリス, Dr. Surampu Arare-chan: Hoyoyo! Yume no Miyako Mecha Police | 1985 als Film         | Tōei Animation, Bird Studio             |
| Dream Hunter Rem (3 Folgen)                                                 | ドリームハンター麗夢                                                                                          | 1985 als OVA          |                                         |
| Gegege no Kitarō (108 Folgen)                                               | ゲゲゲの鬼太郎                                                                                                | 1985 als Fernsehserie | Tōei Dōga                               |
| Gegege no Kitarō                                                            | ゲゲゲの鬼太郎                                                                                                | 1985 als Film         | Tōei Dōga                               |
| Genmu Senki Leda (eine Folge)                                               | 幻夢戦記レダ, Leda - The Fantastic Adventure of Yohko                                                         | 1985 als OVA          |                                         |
| Ginga Hyōryū Vifam: "Kate no Kioku" Namida no Dakkai Sakusen!! (eine Folge) | 銀河漂流バイファム “ケイトの記憶”涙の奪回作戦！！                                                             | 1985 als OVA          | Sunrise                                 |
| Ginga Hyōryū Vifam: Kieta 12-nin (eine Folge)                               | 銀河漂流バイファム 消えた12人                                                                                 | 1985 als OVA          | Sunrise                                 |
| Ginga Tetsudō no Yoru                                                       | 銀河鉄道の夜, Night on the Galactic Railroad                                                                  | 1985 als Film         | Group TAC                               |
| Gongitsune                                                                  | ごんぎつね, Gon, the Little Fox                                                                               | 1985 als Film         |                                         |
| Greed (eine Folge)                                                          | グリード | 1985 als OVA          |                                         |
| Gu-Gu Ganmo                                                                 | Ｇｕ－Ｇｕガンモ                                                                                              | 1985 als Film         | Toei Animation                          |
| Hai Step Jun (45 Folgen)                                                    | はーいステップジュン, I'm here! Step Jun                                                                      | 1985 als Fernsehserie | Toei Animation                          |
| High School! Kimengumi (86 Folgen)                                          | ハイスクール！奇面組, High School! Weird Looking Bunch                                                        | 1985 als Fernsehserie | Studio Comet                            |
| Honō no Alpen Rose: Judy & Randy (20 Folgen)                                | 炎のアルペンローゼ・ジュディ＆ランディ                                                                        | 1985 als Fernsehserie | Tatsunoko Production                    |
| Karuizawa Syndrome (eine Folge)                                             | 軽井沢シンドローム                                                                                            | 1985 als OVA          | Kitty Film                              |
| Die kleine Prinzessin Sara (46 Folgen)                                      | 小公女セーラ, Shōkōjo Sara                                                                                    | 1985 als Fernsehserie | Nippon Animation                        |
| Lupin Sansei: Babylon no Ōgon Densetsu                                      | ルパン三世 バビロンの黄金伝説, Rupan Sansei: Babiron no Ōgon Densetsu                                         | 1985 als Film         | Tokyo Movie Shinsha                     |
| Mahō no Princess Minky Momo: Yume no Naka no Rondo (eine Folge)             | 魔法のプリンセス ミンキーモモ夢の中の輪舞                                                                     | 1985 als OVA          | Production Reed                         |
| Mahō no Star Magical Emi (38 Folgen)                                        | 魔法のスターマジカルエミ, Mahō no Sutā Majikaru Emi                                                           | 1985 als Fernsehserie | Studio Pierrot                          |
| Mahō no Tenshi Creamy Mami: Long Goodbye (eine Folge)                       | 魔法の天使クリィミーマミ ロング･グッドバイ, Mahō no Tenshi Kurīmī Mami: Rongu Goddobai                        | 1985 als OVA          | Studio Pierrot                          |
| Mahō no Tenshi Creamy Mami: Lovely Serenade (eine Folge)                    | 魔法の天使クリィミーマミ ラブリーセレナーデ, Mahō no Tenshi Kurīmī Mami: Raburī Serenāde                      | 1985 als OVA          | Studio Pierrot                          |
| Megazone 23 (4 Folgen)                                                      | メガゾーン23, Megazōn 23                                                                                      | 1985 als OVA          | Artland, Artmic, AIC                    |
| Mobile Suit Z Gundam (50 Folgen)                                            | 機動戦士Ｚガンダム, Kidō Senshi Zēta Gandamu                                                                  | 1985 als Fernsehserie | Sunrise                                 |
| Prinzessin Erdbeer (12 Folgen)                                              | 夢の星のボタンノーズ, Yume no Hoshi no Botan Nōzu                                                             | 1985 als Fernsehserie |                                         |
| Urusei Yatsura 3: Remember My Love                                          | うる星やつら３ リメンバー・マイ・ラブ                                                                         | 1985 als Film         | Kitty Film, Studio Deen                 |
| Urusei Yatsura: Ryōko no 9-gatsu no Ochakai (eine Folge)                    | うる星やつら 了子の９月のお茶会, Urusei Yatsura: Ryoko's September Tea Party                                  | 1985 als Special      | Kitty Film, Studio Pierrot, Studio Deen |
| Urusei Yatsura: TV Titles (15 Folgen)                                       | うる星やつら TVタイトルズ                                                                                     | 1985 als Special      | Kitty Film                              |
| Vampire Hunter D                                                            | 吸血鬼ハンターD, Vampaia Hunter D                                                                             | 1985 als Film         | Production Reed                         |

## 1986
| Name                                                                             | Alternative Namen | Veröffentlichungsjahr | Studio(s)                                   |
| -------------------------------------------------------------------------------- | --- | --------------------- | ------------------------------------------- |
| 11 hungrige Katzen und ein Albatros                                              | 11ぴきのねことあほうどり, Juippiki no Neko to Ahōdori, Elf hungrige Katzen und ein Albatros                                                                               | 1986 als Film         | Group TAC                                   |
| 11-nin Iru!                                                                      | 11人いる! | 1986 als Film         | Kitty Film, Victor Entertainment, Magic Bus |
| Abenteuer im Maulwurfsland (26 Folgen)                                           | ドリモグだァ!!, Dorimogu dā! | 1986 als Fernsehserie |                                             |
| Ai City                                                                          | アイ・シティ, Ai Shitai | 1986 als Film         | Tōei Animation, Ashi Production             |
| Amon Saga (eine Folge)                                                           | アモン・サーガ | 1986 als OVA          | Cente Studio                                |
| Anmitsu Hime (51 Folgen)                                                         | あんみつ姫 | 1986 als OVA          | Studio Pierrot                              |
| Aoki Ryūsei SPT Layzner (3 Folgen)                                               | 蒼き流星 SPTレイズナー | 1986 als OVA          | Sunrise                                     |
| Arion                                                                            | アリオン | 1986 als Film         | Sunrise                                     |
| Barfuß durch Hiroshima 2                                                         | はだしのゲン2, Hadashi no Gen 2 | 1986 als Film         | Madhouse                                    |
| Baribari Densetsu (2 Folgen)                                                     | バリバリ伝説 | 1986 als OVA          | Studio Pierrot                              |
| Bauzi – Der Pinguin aus der Antarktis                                            | 小さなペンギン ロロの冒険, Chiisana Pengin: Roro no Bōken | 1986 als Film         | Enoki Films                                 |
| Biruma no Tategoto (eine Folge)                                                  | ビルマの竪琴 | 1986 als Special      |                                             |
| Bosco Daibōken (26 Folgen)                                                       | ボスコアドベンチャー | 1986 als Fernsehserie | Nippon Animation                            |
| Bug tte Honey (51 Folgen)                                                        | Bugってハニー | 1986 als Fernsehserie | Tokyo Movie Shinsha                         |
| California Crisis: Tsuigeki no Juka (eine Folge)                                 | カリフォルニア・クライシス 追撃の銃火, California Crisis: Gun Salvo | 1986 als OVA          | Studio Unicorn                              |
| Call Me Tonight (eine Folge)                                                     | コール・ミー・トゥナイト | 1986 als OVA          | AIC, C.Moon                                 |
| Chōjikū Romanesque Samy - Missing 99 (eine Folge)                                | 超時空ロマネスクSAMY（サミー） ミッシング・99 | 1986 als OVA          |                                             |
| The Chojo (eine Folge)                                                           | ザ・超女, Maris the Chojo | 1986 als OVA          | Victor Entertainment                        |
| Chōjū Kishin Dancougar: Ushinawareta Monotachi e no Requiem (eine Folge)         | 超獣機神ダンクーガ 失われた者たちへの鎮魂歌, Chōjū Kishin Dankūga: Ushinawareta Monotachi e no Rekuiemu, Dancougar: Requiem for Victims                                   | 1986 als OVA          | Ashi Production                             |
| Cool Cool Bye (eine Folge)                                                       | クール・クール・パイ | 1986 als OVA          | Pony Canyon                                 |
| Cosmos Pink Shock (eine Folge)                                                   | コスモスピンクショック | 1986 als OVA          | AIC                                         |
| Creamy Mami Song Special 2: Curtain Call (eine Folge)                            | クリィミーマミ ソングスペシャル2 カーテンコール, Kurīmī Mami Songu Supesharu 2: Kāten Kōru                                                                                | 1986 als OVA          | Studio Pierrot                              |
| Delpower X Bakuhatsu Miracle Genki!! (eine Folge)                                | デルパワーX 爆発みらくる元気!! | 1986 als OVA          | Studio Live                                 |
| Dirty Pair – Projekt E.D.E.N.                                                    | ダーティペア, Dāti Pea, Dirty Pair – Projekt Eden, Dirty Pair: Project Eden                                                                                               | 1986 als Film         | Nippon Sunrise                              |
| Dokachin (52 Folgen)                                                             | ドカチン, Dokachin the Primative Boy | 1986 als Fernsehserie | Tatsunoko Production                        |
| Doraemon: Nobita to Tetsujin Heidan                                              | ドラえもん のび太と鉄人兵団, Doraemon: Nobita and the Platoon of Iron Men                                                                                                 | 1986 als Film         | Shin’ei Dōga                                |
| Doteraman (20 Folgen)                                                            | ドテラマン | 1986 als Fernsehserie | Tatsunoko Production                        |
| Dragon Ball – The Movie: Die Legende von Shenlong                                | ドラゴンボール 神龍の伝説, Doragon Bōru Shenron no Densetsu | 1986 als Film         | Tōei Animation, Bird Studio                 |
| Dragonball (153 Folgen)                                                          | ドラゴンボール, Doragon Bōru | 1986 als Fernsehserie | Tōei Animation, Bird Studio                 |
| Galaxy Investigation 2100: Border Planet                                         | 銀河探査２１００年 ボーダープラネット | 1986 als Film         | Tezuka Productions                          |
| Gall Force: Eternal Story (eine Folge)                                           | ガルフォース ETERNAL STORY, Garu Fōsu: Eternal Story | 1986 als OVA          | AIC, Animate Film, Artmic                   |
| Ganbare Swimmy (Folgen)                                                          | がんばれスイミー, Go for it, Swimmy! | 1986 als Fernsehserie |                                             |
| Geba Geba Shō Time! (eine Folge)                                                 | ゲバゲバ笑タイム！ | 1986 als OVA          | Studio Lotus                                |
| Gegege no Kitarō: Gekitotsu!! Ijigen Yōkai no Daihanran                          | ゲゲゲの鬼太郎 激突!!異次元妖怪の大反乱 | 1986 als Film         | Tōei Dōga                                   |
| Gegege no Kitarō: Saikyō Yōkai Gundan! Nihon Jōriku!!                            | ゲゲゲの鬼太郎 最強妖怪軍団！日本上陸!! | 1986 als Film         | Tōei Dōga                                   |
| Gegege no Kitarō: Yōkai Daisensō                                                 | ゲゲゲの鬼太郎 妖怪大戦争 | 1986 als Film         | Tōei Dōga                                   |
| Ginga Nagareboshi Gin (21 Folgen)                                                | 銀牙 流れ星銀, Ging - The Falling Star | 1986 als Fernsehserie | Toei Animation                              |
| Go Go Toraemon (eine Folge)                                                      | ＧｏＧｏ虎エ門 | 1986 als OVA          | Pierrot                                     |
| Go-Q-Choji Ikkiman (32 Folgen)                                                   | 剛Q超児イッキマン, Battle Ball, Ricky Star | 1986 als Fernsehserie | Toei Animation                              |
| Grey: Digital Target                                                             | ＧＲＥＹ デジタル・ターゲット, Grey - Cible digitale | 1986 als Film         | Magic Bus                                   |
| Hashiru Otoko                                                                    | 走る男, Running Man | 1986 als Kurzfilm     | Madhouse                                    |
| Heart Cocktail (27 Folgen)                                                       | ハートカクテル | 1986 als Fernsehserie | Märchen-Sha                                 |
| Hikari no Densetsu (19 Folgen)                                                   | 光の伝説, Tatsunoko Production | 1986 als Fernsehserie |                                             |
| Hinotori: Chapter of Ho-o                                                        | 火の鳥 鳳凰編, Hi no Tori: Ho-o-hen | 1986 als Film         | Madhouse                                    |
| Im Land des Zauberers von Oz (52 Folgen)                                         | オズの魔法使い, Ozu no Mahōtsukai | 1986 als Fernsehserie | Panmedia                                    |
| Jūichinin Iru!                                                                   | 11人いる! | 1986 als Film         | Kitty Film                                  |
| Kickers (23 Folgen)                                                              | がんばれ！キッカーズ, Ganbare! Kickers | 1986 als Fernsehserie | Studio Pierrot                              |
| Die kleinen Superstars (19 Folgen)                                               | 光の伝説, Hikari no Densetsu | 1986 als Fernsehserie | Tatsunoko Production                        |
| Mahō no Idol Pastel Yūmi (25 Folgen)                                             | 魔法のアイドルパステルユーミ, Mahō no Aidoru Pasuteru Yūmi | 1986 als Fernsehserie | Studio Pierrot                              |
| Mahō no Star Magical Emi: Semishigure (eine Folge)                               | 魔法のスターマジカルエミ 蝉時雨, Mahō no Sutā Majikaru Emi: Semishigure                                                                                                   | 1986 als OVA          | Studio Pierrot                              |
| Maison Ikkoku (96 Folgen)                                                        | めぞん一刻 | 1986 als Fernsehserie | Kitty Film, Studio Deen                     |
| Making of Urusei Yatsura 4: Lum the Forever (eine Folge)                         | メイキング・オブ・うる星やつら４ アニメ製作の実際 | 1986 als Special      | Kitty Film, Studio Deen                     |
| M.D. Geist (eine Folge)                                                          | 装鬼兵MDガイスト, Sōkihei M.D. Gaisuto | 1986 als OVA          |                                             |
| Mobile Suit Gundam ZZ (47 Folgen)                                                | 機動戦士ガンダムZZ, Kidō Senshi Gandamu Daburu Zēta, Mobile Suit Gundam Double Zeta                                                                                       | 1986 als Fernsehserie | Sunrise                                     |
| Outlanders (eine Folge)                                                          | アウトランダーズ | 1986 als OVA          | AIC                                         |
| Project A-ko                                                                     | プロジェクトA子, Purojekkuto A-ko | 1986 als Film         |                                             |
| Saint Seiya (114 Folgen)                                                         | 聖闘士星矢 | 1986 als Fernsehserie | Tōei Animation                              |
| Das Schloss im Himmel                                                            | 天空の城ラピュタ, Tenkū no Shiro Rapyuta, Laputa: Castle in the Sky | 1986 als Film         | Studio Ghibli                               |
| Seikimatsu Kyūseishu Densetsu Hokuto no Ken                                      | 世紀末救世主伝説 北斗の拳, Fist of the North Star Movie | 1986 als Film         | Tōei Animation                              |
| Die Sternenjäger (77 Folgen)                                                     | 宇宙船サジタリウス, Uchūsen Sajitariusu, Uchūsen Sagittarius | 1986 als Fernsehserie | Nippon Animation                            |
| Super Mario Brothers: Peach-hime Kyūshutsu Daisakusen!                           | スーパーマリオブラザーズ ピーチ姫救出大作戦!, Sūpā Mario Burazāzu: Pīchi-hime Kyūshutsu Daisakusen!                                                                       | 1986 als Film         | Grouper Production                          |
| Tabidachi - Ami Shusho                                                           | 旅立ち -亜美・終章-, Cream Lemon - Ami's Journey | 1986 als Film         |                                             |
| Tatakae! Chō Robot Seimeitai Transformer: Scramble City Hatsudō-hen (eine Folge) | 戦え！超ロボット生命体トランスフォーマー スクランブルシティ発動編, Tatakae! Chō Robotto Seimeitai Toransufōmā: Sukuramburu Shiti Hatsudō-hen, Transformers: Scramble City | 1986 als OVA          | Tōei Animation                              |
| Tobira o Akete (eine Folge)                                                      | 扉を開けて | 1986 als OVA          | Kitty Film, Magic Bus                       |
| Urusei Yatsura 4: Lum the Forever                                                | うる星やつら４ ラム・ザ・フォーエバー | 1986 als Film         | Kitty Film, Studio Deen                     |
| Urusei Yatsura: Memorial Album: I'm the Shū-chan (eine Folge)                    | うる星やつら メモリアル・アルバム アイム THE 終ちゃん | 1986 als Special      | Kitty Film, Studio Deen                     |
| Violence Jack – Harem Bomber Hen (eine Folge)                                    | バイオレンス ジャック 〜ハーレム・ボンバー編〜, Violence Jack – Slumking                                                                                                  | 1986 als OVA          | Studio 88                                   |
| Wanna-Be’s (eine Folge)                                                          | ウォナビーズ, Wonabīzu | 1986 als OVA          | Artmic, AIC, Animate Film                   |
| Windaria                                                                         | ウインダリア, Once Upon a Time | 1986 als Film         | Kaname Production                           |
| Wunderbare Pollyanna (51 Folgen)                                                 | 愛少女ポリアンナ物語, Ai Shōjo Porianna Monogatari | 1986 als Fernsehserie | Nippon Animation                            |

## 1987
| Name                                                                                             | Alternative Namen                                                                                              | Veröffentlichungsjahr | Studio(s)                                 |
| ------------------------------------------------------------------------------------------------ | --- | --------------------- | ----------------------------------------- |
| 2001 Ya Monogatari (eine Folge)                                                                  | 2001夜物語 | 1987 als OVA          | TMS Entertainment                         |
| Aitsu to Lullaby: Suiyobi no Cinderella                                                          | あいつとララバイ 水曜日のシンデレラ                                                                            | 1987 als Film         | Studio Pierrot                            |
| Akai Kodan Zillion (31 Folgen)                                                                   | 赤い光弾ジリオン, Zillion                                                                                      | 1987 als Fernsehserie | Tatsunoko Production                      |
| Baribari Densetsu                                                                                | バリバリ伝説                                                                                                   | 1987 als Film         | Studio Pierrot                            |
| Bats and Terry                                                                                   | バツ＆テリー                                                                                                   | 1987 als Film         | Sunrise                                   |
| Battle Can2 (eine Folge)                                                                         | バトルキャン2, Battle Can Can                                                                                  | 1987 als OVA          |                                           |
| Bikkuriman (75 Folgen)                                                                           | ビックリマン                                                                                                   | 1987 als Fernsehserie | Tōei Animation                            |
| Black Magic M-66 (eine Folge)                                                                    | | 1987 als OVA          | Bandai Visual                             |
| Body Jack – Tanoshii Yutai Ridatsu (eine Folge)                                                  | ボディジャック 楽しい幽体離脱                                                                                  | 1987 als OVA          |                                           |
| Brave Fire S09 (eine Folge)                                                                      | ブレイブファイヤーS0・9                                                                                        | 1987 als Special      | Tezuka Productions                        |
| Bubblegum Crisis (8 Folgen)                                                                      | バブルガムクライシス, Baburugamu Kuraishisu                                                                    | 1987 als OVA          | AIC, Artmic                               |
| Bug tte Honey: Megaromu Shōjo Ma 4622                                                            | Bugってハニー メガロム少女舞4622, Honey the Bug Dance Megarom Girl 4622                                        | 1987 als Film         | Tōkyō Movie Shinsha                       |
| Chironup no Kitsune                                                                              | チロヌップのきつね, Foxes of Chironup                                                                          | 1987 als Film         |                                           |
| Chōjikū Yōsai Macross – Flash Back 2012 (eine Folge)                                             | 超時空要塞マクロス Flash Back 2012, Super Dimension Fortress Macross: Flash Back 2012                          | 1987 als OVA          | Studio Nue, Artland, Tatsunoko Production |
| Chōjin Densetsu Urotsukidōji (3 Folgen)                                                          | 超神伝説うろつき童子, Legend of the Overfiend                                                                  | 1987 als OVA          | West Cape Productions                     |
| Chōjū Kishin Dancougar: God Bless Dancougar (eine Folge)                                         | 超獣機神ダンクーガ ゴッド・ブレス・ダンクーガ, Chōjū Kishin Dankūga: Goddo Buresu Dankūga, God Bless Dancougar | 1987 als OVA          | Ashi Production                           |
| Chōshin Densetsu Urotsukidōji (13 Folgen)                                                        | 超神伝説うろつき童子, Urotsukidoji                                                                             | 1987 als OVA          | Phoenix Entertainment                     |
| Circuit Angel Ketsui no Starting Grid (eine Folge)                                               | サーキットエンジェル 決意のスターティング・グリット                                                            | 1987 als OVA          | Studio Unicorn                            |
| City Hunter (51 Folgen)                                                                          | シティーハンター                                                                                               | 1987 als Fernsehserie | Sunrise                                   |
| Daimaju Gekito Hagane no Oni (eine Folge)                                                        | 大魔獣激闘 鋼の鬼, Demon of Steel: Battle of the Great Demon Beasts, Steel Devil                               | 1987 als OVA          | Anime International Company               |
| D’Artagnan und die drei Musketiere (52 Folgen)                                                   | アニメ三銃士, Anime Sanjushi                                                                                   | 1987 als Fernsehserie | Gallop                                    |
| Dead Heat (eine Folge)                                                                           | | 1987 als OVA          | Sunrise                                   |
| Devilman (1987) (2 Folgen)                                                                       | デビルマン | 1987 als OVA          | O Production                              |
| Digital Devil Monogatari Megami Tensei (eine Folge)                                              | デジタル・デビル物語 女神転生                                                                                  | 1987 als OVA          | Animate                                   |
| Dirty Pair (10 Folgen)                                                                           | ダーティペア, Dāti Pea                                                                                         | 1987 als OVA          | Nippon Sunrise                            |
| Dirty Pair: Lovely Angels yori Ai o Komete (2 Folgen)                                            | ダーティペア ラブリーエンジェルより愛をこめて, Dirty Pair: From Lovely Angels with Love                        | 1987 als OVA          | Nippon Sunrise, Studio Nue                |
| Doraemon: Nobita and the Dragon Rider                                                            | ドラえもん のび太と竜の騎士                                                                                    | 1987 als Film         | Shin’ei Dōga                              |
| Dragonball – The Movie: Das Schloss der Dämonen                                                  | ドラゴンボール 魔神城のねむり姫, Doragon Bōru: Majinjō no Nemuri Hime                                          | 1987 als Film         | Tōei Animation, Bird Studio               |
| Eine fröhliche Familie (48 Folgen)                                                               | 愛の若草物語, Ai no Wakakusa Monogatari                                                                        | 1987 als Fernsehserie | Nippon Animation                          |
| Elf 17 (eine Folge)                                                                              | エルフ・１７                                                                                                   | 1987 als OVA          | Tōei Animation                            |
| ESPer Mami (119 Folgen)                                                                          | エスパー魔美                                                                                                   | 1987 als Fernsehserie | Shin’ei Animation                         |
| Gakuen Tokusō Hikaruon (eine Folge)                                                              | 学園特捜ヒカルオン, Campus Special Investigator Hikaruon                                                       | 1987 als OVA          | AIC                                       |
| Gakusei Jidai (eine Folge)                                                                       | 学生時代, Student Days                                                                                         | 1987 als Special      | Nippon Animation                          |
| Gall Force 2: Destruction (eine Folge)                                                           | ガルフォース2 DESTRUCTION, Garu Fōsu 2: Destruction                                                            | 1987 als OVA          | AIC, Animate Film, Artmic                 |
| Geragera Bus Monogatari (52 Folgen)                                                              | げらげらブース物語, Ox Tales                                                                                   | 1987 als Fernsehserie | Telescreen                                |
| Gokiburi-tachi no Tasogare                                                                       | ゴキブリたちの黄昏, Twilight of the Cockroaches                                                                | 1987 als Film         |                                           |
| Good Morning Althea (eine Folge)                                                                 | グッドモーニング アルテア                                                                                      | 1987 als OVA          |                                           |
| Grimm Dōwa – Kin no Tori                                                                         | グリム童話 金の鳥, Grimm's Fairy Tales – The Golden Bird                                                       | 1987 als Film         | Toei Animation                            |
| Grimms Märchen (47 Folgen)                                                                       | グリム名作劇場, Gurimu Meisaku Gekijō                                                                          | 1987 als Fernsehserie | Nippon Animation                          |
| Haja Taisei Dangaiō (3 Folgen)                                                                   | 破邪大星ダンガイオー, Dangaioh, Hajakyosei G Dangaioh                                                          | 1987 als OVA          | AIC, Network, Artmic                      |
| Hana no Asuka-gumi! Shin Kabukichō Story (eine Folge)                                            | 花のあすか組！ 新歌舞伎町ストーリー                                                                            | 1987 als OVA          | Toei Animation                            |
| Hell Target (eine Folge)                                                                         | ヘル・ターゲット                                                                                               | 1987 als OVA          | Nakamura Production                       |
| Hiatari Ryoko! (48 Folgen)                                                                       | 陽あたり良好!                                                                                                  | 1987 als Fernsehserie | Group TAC                                 |
| Hinotori: Chapter of Yamato                                                                      | 火の鳥 ヤマト編, Hi no Tori: Yamato-hen                                                                        | 1987 als Film         | Madhouse                                  |
| Hinotori: Space Chapter                                                                          | 火の鳥 宇宙編, Hi no Tori: Uchū-hen                                                                            | 1987 als Film         | Madhouse                                  |
| Hitomi no Naka no Shōnen: Jūgo Shōnen Hyōryūki (eine Folge)                                      | 瞳のなかの少年 15少年漂流記                                                                                    | 1987 als Special      | Nippon Animation                          |
| Hoero! Bun Bun                                                                                   | ほえろブンブン                                                                                                 | 1987 als Film         | Madhouse, Magic Capsule                   |
| Kaze to Ki no Uta SANCTUS – Seinaru kana (eine Folge)                                            | 風と木の詩 SANCTUS -聖なるかな-                                                                                | 1987 als OVA          |                                           |
| Kimagure Orange Road (48 Folgen)                                                                 | きまぐれオレンジ☆ロード                                                                                        | 1987 als Fernsehserie | Studio Pierrot                            |
| Lupin Sansei: Fūma Ichizoku no Imbō                                                              | ルパン三世 風魔一族の陰謀, Rupan Sansei: Fūma Ichizoku no Imbō                                                 | 1987 als Film         | Tokyo Movie Shinsha                       |
| Mahō no Yōsei Perusha: Kaiten Mokuba (eine Folge)                                                | 魔法の妖精ペルシャ 回転木馬                                                                                    | 1987 als OVA          | Studio Pierrot                            |
| Manga Nihon Keizai Nyūmon (25 Folgen)                                                            | マンガ日本経済入門                                                                                             | 1987 als Fernsehserie | Knack                                     |
| Maps: Densetsu no Samayoeru Seijin-tachi (eine Folge)                                            | マップス 伝説のさまよえる星人たち, Maps: Legendary Space Wanderers                                             | 1987 als OVA          | Gallop                                    |
| Meikyū Monogatari                                                                                | 迷宮物語, Manie-Manie                                                                                          | 1987 als Film         | Madhouse                                  |
| Ollies total verrückte Farm (44 Folgen)                                                          | おらぁグズラだど, Oraa Guzura Dado, Ox Tales                                                                   | 1987 als Fernsehserie | Tatsunoko Production                      |
| Project A-ko 2: Daitokuji Zaibatsu no Imbō (eine Folge)                                          | プロジェクトA子2 大徳寺財閥の陰謀, Purojekkuto A-ko 2: Daitokuji Zaibatsu no Imbō                              | 1987 als OVA          |                                           |
| Robot Carnival (eine Folge)                                                                      | ロボット・カーニバル, Robotto Kānibaru                                                                         | 1987 als OVA          | Studio A.P.P.P.                           |
| Saint Seiya: Jashin Erisu                                                                        | 聖闘士星矢 邪神エリス                                                                                          | 1987 als Film         | Tōei Animation                            |
| Space Fantasia 2001-ya Monogatari (eine Folge)                                                   | スペース・ファンタジア 2001夜物語                                                                              | 1987 als OVA          | TMS Entertainment                         |
| Transformer: The Headmasters (35 Folgen)                                                         | トランスフォーマー ザ★ヘッドマスターズ, Transformers: The Headmasters                                          | 1987 als Fernsehserie | Tōei Animation                            |
| Urusei Yatsura'87: Yume no Shikakenin, Inaba-kun Tōjō! Lum no Mirai wa Dōnaruccha!? (eine Folge) | うる星やつら'87 夢の仕掛人、因幡くん登場! ラムの未来はどうなるっちゃ!?                                         | 1987 als OVA          | Kitty Film, Magic Bus                     |
| Versailles no Bara: Inochi Aru Kagiri Aishite                                                    | ベルサイユのばら 生命あるかぎり愛して, Berusaiyu no Bara: Inochi Aru Kagiri Aishite                            | 1987 als Film         | Tokyo Movie Shinsha                       |
| Wicked City                                                                                      | 妖獣都市, Yōjū Toshi                                                                                           | 1987 als Film         | Madhouse                                  |
| Wings of Honneamise                                                                              | 王立宇宙軍 オネアミスの翼, Ōritsu Uchūgun: Oneamisu no Tsubasa                                                 | 1987 als Film         | Gainax                                    |
| Yōtōden (3 Folgen)                                                                               | 戦国奇譚妖刀伝,                                                                                                | 1987 als OVA          | J.C.Staff                                 |

## 1988
| Name                                                                 | Alternative Namen | Veröffentlichungsjahr | Studio(s)                               |
| -------------------------------------------------------------------- | --- | --------------------- | --------------------------------------- |
| Ace o Nerae! 2 (13 Folgen)                                           | エースをねらえ!2, Ēsu o Nerae! 2                                                                                                | 1988 als OVA          |                                         |
| Akai Kodan Zillion Utahime Yakyoku (eine Folge)                      | 赤い光弾ジリオン 歌姫夜曲, Zillion: Burning Night                                                                               | 1988 als OVA          | Tatsunoko Production, Production I.G    |
| Akira                                                                | アキラ | 1988 als Film         | TMS Entertainment                       |
| Akuma no Hanayome - Ran no Kumikyoku (eine Folge)                    | 悪魔の花嫁 蘭の組曲, Bride of Deimos                                                                                            | 1988 als OVA          | Madhouse, Tōei Animation                |
| Antique Heart (eine Folge)                                           | アンティーク ハート | 1988 als OVA          |                                         |
| Appleseed (eine Folge)                                               | アップルシ－ド, Appurushīdo | 1988 als OVA          | Gainax                                  |
| Balthus – Teia no Kagayaki (eine Folge)                              | バルテュス ~ティアの輝き~, Balthus – Tia’s Radiance                                                                             | 1988 als OVA          | Kusama Art                              |
| Bikkuriman: Moen Zone no Himitsu                                     | ビックリマン 無縁ゾーンの秘宝                                                                                                   | 1988 als Film         | Tōei Animation                          |
| Bikkuriman: Taiichiji Seima Taisen                                   | ビックリマン 第一次聖魔大戦 | 1988 als Film         | Tōei Animation                          |
| Cherry no Manma (eine Folge)                                         | Cherryのまんま | 1988 als OVA          | Visual 80                               |
| Chōjū Kishin Dancougar: Hakunetsu no Shūshō (4 Folgen)               | 超獣機神ダンクーガ 白熱の終章, Chōjū Kishin Dankūga: Hakunetsu no Shūshō, Super Bestial Machine God Dancougar: Blazing Epilogue | 1988 als OVA          | Ashi Production                         |
| Chōon Senshi Borgman (35 Folgen)                                     | 超音戦士ボーグマン, Sonic Soldier Borgman                                                                                       | 1988 als Fernsehserie | Ashi Production                         |
| City Hunter 2 (63 Folgen)                                            | シティーハンター2 | 1988 als Fernsehserie | Sunrise                                 |
| Crying Freeman (6 Folgen)                                            | Cryingフリーマン | 1988 als OVA          | Tōei Animation                          |
| Cubitus (52 Folgen)                                                  | どんどんとドメルロン, Don-Don Domel to Ron                                                                                      | 1988 als Fernsehserie | Telescreen Japan                        |
| Cynical Hysterie Hour: Trip Coaster                                  | シニカル・ヒステリー・アワー トリップ・コースター                                                                               | 1988 als Kurzfilm     |                                         |
| Doctor Chichibuyama (2 Folgen)                                       | ドクター秩父山 | 1988 als Fernsehserie | Pony Canyon, Ashi Production            |
| Dominion (4 Folgen)                                                  | ドミニオン, Dominion Tank Police                                                                                                | 1988 als OVA          | Agent 21                                |
| Don-Don Domel to Ron (52 Folgen)                                     | どんどんドメルとロン, Cubitus                                                                                                   | 1988 als Fernsehserie | Telescreen Japan                        |
| Doraemon: Nobita's Version of Saiyuki                                | ドラえもん のび太のパラレル西遊記                                                                                               | 1988 als Film         | Shin’ei Dōga                            |
| Dragonball – The Movie: Son-Gokus erstes Turnier                     | ドラゴンボール 摩訶不思議大冒険, Doragon Bōru: Makafushigi Daibōken                                                             | 1988 als Film         | Tōei Animation, Bird Studio             |
| Dragonball: Gokū no Kōtsū Anzen (eine Folge)                         | ドラゴンボール 悟空の交通安全, Doragon Bōru: Gokū no Kōtsū Anzen                                                                | 1988 als Special      | Tōei Animation, Bird Studio             |
| Dragonball: Gokū no Shōbō-tai (eine Folge)                           | ドラゴンボール 悟空の消防隊, Doragon Bōru: Gokū no Shōbō-tai                                                                    | 1988 als Special      | Tōei Animation, Bird Studio             |
| Dragon’s Heaven (eine Folge)                                         | ドラゴンズヘブン, Doragonzu Hebun                                                                                               | 1988 als OVA          | Artmic, AIC                             |
| ESPer Mami: Hoshizora no Dancing Doll                                | エスパー魔美 星空のダンシングドール                                                                                             | 1988 als Film         | Shin’ei Animation                       |
| F (31 Folgen)                                                        | F=エフ | 1988 als Fernsehserie | Studio Deen                             |
| Gall Force 3: Stardust War (eine Folge)                              | ガルフォース3 STARDUST WAR, Garu Fōsu 3: Stardust War                                                                           | 1988 als OVA          | AIC, Animate Film, Artmic               |
| Gegege no Kitarō: Jigoku-hen (7 Folgen)                              | ゲゲゲの鬼太郎 地獄編 | 1988 als Fernsehserie | Tōei Dōga                               |
| Gense Shugoshin P-hyoro Ikka (3 Folgen)                              | 現世守護神 ぴーひょろ一家, Peehyoro Ikka                                                                                        | 1988 als OVA          |                                         |
| Ginga Eiyū Densetsu (110 Folgen)                                     | 銀河英雄伝説 | 1988 als OVA          | Kitty Film                              |
| Gunbuster (6 Folgen)                                                 | トップをねらえ!, Top o Nerae!, Aim for the Top!                                                                                 | 1988 als OVA          | Gainax                                  |
| Hai Akko Desu (164 Folgen)                                           | ハーイあっこです | 1988 als Fernsehserie | Eiken                                   |
| Harbor Light Story – Fashion Lala yori (eine Folge)                  | ハーバーライト物語（ストーリー） ―ファッション ララより―                                                                        | 1988 als OVA          | Pierrot                                 |
| Hare Tokidoki Buta                                                   | はれときどきぶた, Fair, then Partly Piggy                                                                                       | 1988 als Film         | Oh! Production                          |
| Hello! Lady Lin (36 Folgen)                                          | ハロー！レディリン | 1988 als Fernsehserie | Toei Animation                          |
| Hi no Ame ga Furu                                                    | 火の雨がふる, Raining Fire, Rain of Fire                                                                                        | 1988 als Film         | Mushi Production                        |
| Hiatari Ryoko! Yume no Naka ni Kimi ga Ita                           | 陽あたり良好！ KA・SU・MI 夢の中に君がいた                                                                                      | 1988 als Film         | Group TAC                               |
| High School Agent (2 Folgen)                                         | ハイスクールAGENT | 1988 als OVA          | J.C.Staff                               |
| Himitsu no Akko-chan (61 Folgen)                                     | ひみつのアッコちゃん | 1988 als Fernsehserie | Tōei Doga                               |
| Kimagure Orange Road: Ano Hi ni Kaeritai                             | きまぐれオレンジ★ロード あの日にかえりたい                                                                                      | 1988 als Film         | Studio Pierrot                          |
| Kiteretsu Daihyakka (331 Folgen)                                     | キテレツ大百科 | 1988 als Fernsehserie | Studio Gallop                           |
| Die letzten Glühwürmchen                                             | 火垂るの墓 | 1988 als Film         | Studio Ghibli                           |
| Maison Ikkoku: Kanketsuhen                                           | めぞん一刻 完結篇 | 1988 als Film         | Kitty Film                              |
| Maison Ikkoku: Sōshūhen Utusuri Yuku Kisetsu no Naka de (eine Folge) | めぞん一刻 移りゆく季節の中で                                                                                                   | 1988 als OVA          | Kitty Film, Studio Deen                 |
| Makai Toshi Shinjuku (eine Folge)                                    | 魔界都市〈新宿› | 1988 als OVA          | Madhouse                                |
| Mata Aeru-ccha! Urusei Yatsura TV Yokoku Henshū (196 Folgen)         | また逢えるっちゃ! うる星やつらTV 予告篇集                                                                                       | 1988 als Special      | Kitty Film, Studio Pierrot, Studio Deen |
| Mein Nachbar Totoro                                                  | となりのトトロ, Tonari no Totoro                                                                                                | 1988 als Film         | Studio Ghibli                           |
| Metal Skin Panic Madox-01 (eine Folge)                               | メタルスキンパニック MADOX-01, Madox-01                                                                                         | 1988 als OVA          | AIC, Artmic                             |
| Mobile Suit Gundam: Gyakushū no Char                                 | 機動戦士ガンダム 逆襲のシャア, Kidō Senshi Gandamu: Gyakushū no Shā, Mobile Suit Gundam: Char's Counterattack                   | 1988 als Film         | Sunrise                                 |
| Osomatsu-kun (86 Folgen)                                             | おそ松くん | 1988 als Fernsehserie | Studio Pierrot                          |
| Patlabor The Mobile Police (7 Folgen)                                | 機動警察パトレイバー, Kidō Keisatsu Patorebā                                                                                    | 1988 als OVA          | Studio Deen                             |
| Project A-ko 3: Cinderella Rhapsody (eine Folge)                     | プロジェクトA子3 シンデレララプソディ, Purojekkuto A-ko 3: Shinderera Rapusodi                                                  | 1988 als OVA          | Studio Fantasia                         |
| Rokushin Gattai Godmars: Jūnana-sai no Densetsu (eine Folge)         | 六神合体ゴッドマーズ 十七歳の伝説                                                                                               | 1988 als OVA          | TMS Entertainment                       |
| Saint Seiya: Kamigami no Atsuki Tatakai                              | 聖闘士星矢 神々の熱き戦い | 1988 als Film         | Tōei Animation                          |
| Saint Seiya: Shinku no Shōnen Densetsu                               | 聖闘士星矢 真紅の少年伝説 | 1988 als Film         | Tōei Animation                          |
| Ten Little Gall Force (eine Folge)                                   | テンリトルガルフォース, Ten Ritoru Garu Fōsu                                                                                    | 1988 als OVA          |                                         |
| Topo Gigio, die Weltraummaus (13 Folgen)                             | 夢見るトッポジージョ, Yume Miru Topo Gigio                                                                                      | 1988 als Fernsehserie | Nippon Animation                        |
| Transformer: Chōjin Masterforce (42 Folgen)                          | トランスフォーマー・超神マスターフォース, Transformers: Super-God Master Force                                                  | 1988 als Fernsehserie | Tōei Animation                          |
| Uchū Kazoku Carlvinson (eine Folge)                                  | 宇宙家族カールビンソン, Uchū Kazoku Kārubinson                                                                                  | 1988 als OVA          | Dōga Kōbō                               |
| Urusei Yatsura: Ikare Sherbet (eine Folge)                           | うる星やつら 怒れシャーベット, Urusei Yatsura: Ikare Shābetto, Urusei Yatsura: Raging Sherbet                                   | 1988 als OVA          | Kitty Film, Magic Bus                   |
| Urusei Yatsura: Kanketsu-hen                                         | うる星やつら 完結編 | 1988 als Film         | Kitty Film, Magic Bus                   |
| Urusei Yatsura: Nagisa no Fiancé (eine Folge)                        | うる星やつら 渚のフィアンセ, Urusei Yatsura: Nagisa no Fianse, Urusei Yatsura: Nagisa’s Fiancé                                  | 1988 als OVA          | Kitty Film, Magic Bus                   |
| Vampire Princess Miyu (4 Folgen)                                     | 吸血姫美夕, Vampaia Miyu, Kyūketsuki Miyu                                                                                       | 1988 als OVA          | AIC                                     |
| Violence Jack – Jigokugai Hen (eine Folge)                           | バイオレンス ジャック 〜地獄街編〜, Violence Jack – Evil Town                                                                   | 1988 als OVA          |                                         |

## 1989
| Name                                                          | Alternative Namen | Veröffentlichungsjahr | Studio(s)                                |
| ------------------------------------------------------------- | --- | --------------------- | ---------------------------------------- |
| Ace o Nerae! Final Stage (12 Folgen)                          | エースをねらえ!ファイナルステージ, Ēsu o Nerae! Fainaru Sutēji | 1989 als OVA          |                                          |
| Akai Kiba Blue Sonnet (5 Folgen)                              | 紅い牙 ブルーソネット, Blue Sonnet | 1989 als OVA          | Mushi Production                         |
| Akuma-kun (42 Folgen)                                         | 悪魔くん | 1989 als Fernsehserie | Production I.G, Xebec                    |
| Akuma-kun                                                     | 悪魔くん | 1989 als Film         | Tōei Animation                           |
| Alfred J. Kwak (52 Folgen)                                    | あひるのクワック, Ahiru no Kuwakku, Ahiru no Quack | 1989 als Fernsehserie | Telescreen, Visual 8                     |
| Amada Anime Series: Super Mario (3 Folgen)                    | アマダアニメシリーズ スーパーマリオ, Amada Anime Shirīzu: Sūpā Mario | 1989 als OVA          | Studio Junio                             |
| Android Ana Maico 2010 (24 Folgen)                            | アンドロイド・アナ MAICO 2010 | 1989 als Fernsehserie | Group TAC                                |
| Angel Cop (6 Folgen)                                          | エンジェルコップ, Enjeru Koppu | 1989 als OVA          | DAST Corporation, Studio 88              |
| Anime Sanjūshi: Aramis no Bōken                               | アニメ三銃士 アラミスの冒険, Anime Sanjūshi: Aramisu no Bōken | 1989 als Film         | Gallop                                   |
| Aoi Blink (39 Folgen)                                         | 青いブリンク, Blue Blink | 1989 als Fernsehserie | Tezuka Productions                       |
| Aoki Honō (eine Folge)                                        | 青き炎 | 1989 als OVA          | Nippon Animation                         |
| Ariel Visual (2 Folgen)                                       | | 1989 als OVA          |                                          |
| Baō Raihōsha (eine Folge)                                     | バオー来訪者 | 1989 als OVA          | Studio Pierrot                           |
| Beat Shot!! (eine Folge)                                      | ビートショット, Bīto Shotto, Watch Me Sink My Putz | 1989 als OVA          | Gainax                                   |
| Be-Boy Kidnapp’n Idol (eine Folge)                            | BE-BOY KIDNAPP'N IDOL | 1989 als OVA          | AIC                                      |
| Bōken Shitemoii Goro (3 Folgen)                               | 冒険してもいい頃 | 1989 als OVA          | Knack Productions                        |
| The Borgman: Last Battle                                      | ザ・ボーグマン ラストバトル, Sonic Soldier Borgman: Last Battle | 1989 als Film         |                                          |
| Burning Village (10 Folgen)                                   | バーニング・ビレッジ | 1989 als OVA          |                                          |
| Butchigiri (4 Folgen)                                         | ぶっちぎり | 1989 als OVA          | Nippon Animation                         |
| Chinpui (112 Folgen)                                          | チンプイ | 1989 als Fernsehserie | Production I.G                           |
| Chōjin Locke: Lord Leon (3 Folgen)                            | 超人ロック ロードレオン, Space Warriors | 1989 als OVA          | Nippon Animation                         |
| Cinderella Express (eine Folge)                               | シンデレラ エクスプレス | 1989 als OVA          |                                          |
| Cipher The Video (eine Folge)                                 | CIPHER THE VIDEO | 1989 als OVA          | Magic Bus                                |
| City Hunter 3 (13 Folgen)                                     | シティーハンター3 | 1989 als Fernsehserie | Sunrise                                  |
| City Hunter: Ai to Shukumei no Magnum                         | シティーハンター 愛と宿命のマグナム, City Hunter: .357 Magnum | 1989 als Film         | Sunrise                                  |
| Cleopatra DC (3 Folgen)                                       | クレオパトラＤ．Ｃ． | 1989 als OVA          | J.C.Staff                                |
| Crusher Joe OVA (2 Folgen)                                    | クラッシャージョウ OVA | 1989 als OVA          | Studio Nue, Sunrise, VAP                 |
| Cynical Hysterie Hour: Henshin!                               | シニカル・ヒステリー・アワー へんしん！, Cynical Hysterie Hour: Ch Ch Ch Change                                                                                                 | 1989 als Kurzfilm     | Studio Gallop                            |
| Cynical Hysterie Hour: Utakata no Uta                         | シニカル・ヒステリー・アワー うたかたのうた | 1989 als Kurzfilm     | Studio Gallop                            |
| Cynical Hysterie Hour: Yoru wa Tanoshii                       | シニカル・ヒステリー・アワー 夜は楽しい, Cynical Hysterie Hour: Through the Night                                                                                               | 1989 als Kurzfilm     | Studio Gallop                            |
| Dash! Yonkuro (25 Folgen)                                     | ダッシュ！四駆郎 | 1989 als Fernsehserie |                                          |
| Davide no Hoshi (4 Folgen)                                    | 堕靡泥の星 | 1989 als OVA          |                                          |
| Demon Hunter Makaryūdo (eine Folge)                           | 魔狩人～デーモンハンター | 1989 als OVA          | Studio Fantasia                          |
| Dog Soldier (eine Folge)                                      | ドッグソルジャー | 1989 als OVA          | Movic                                    |
| Dokushin Apart Dokudamiso (3 Folgen)                          | 独身アパートどくだみ荘 | 1989 als OVA          | Nichiei Agency                           |
| Doraemon: Nobita at the Birth of Japan                        | ドラえもん のび太の日本誕生 | 1989 als Film         | Shin’ei Dōga                             |
| Dorami-chan: Mini-Dora SOS                                    | ドラミちゃん ミニドラSOS!!! | 1989 als Film         | Shin’ei Dōga                             |
| Dragon Ball Z (291 Folgen)                                    | ドラゴンボール Ｚ | 1989 als Fernsehserie | Tōei Animation, Bird Studio              |
| Dragon Ball Z – The Movie: Die Todeszone des Garlic jr.       | ドラゴンボールZ オラの悟飯をかえせッ!!, Doragon Bōru Z: Ora no Gohan o Kaese!!                                                                                                  | 1989 als Film         | Tōei Animation, Bird Studio              |
| Dragon Quest ~Yūsha Abel Densetsu~ (43 Folgen)                | ドラゴンクエスト～勇者アベル伝説~, Dragon Warrior | 1989 als Fernsehserie | Studio Comet                             |
| Das Dschungelbuch – Die Serie (52 Folgen)                     | ジャングルブック 少年モーグリ, Janguru Bukku Shōnen Mōguri, Jungle Book Shonen Mowgli                                                                                           | 1989 als Fernsehserie | Nippon Animation                         |
| Earthian (4 Folgen)                                           | アーシアン, Āshian | 1989 als OVA          | J.C.Staff                                |
| Easy Cooking Animation: Seishun no Shokutaku (25 Folgen)      | EASY COOKING ANIMATION セイシュンの食卓 | 1989 als Fernsehserie | Madhouse                                 |
| Explorer Woman Ray (2 Folgen)                                 | The Explorer | 1989 als OVA          | AIC                                      |
| Five Star Monogatari                                          | ファイブスター物語 | 1989 als Film         | Sunrise                                  |
| Fuma no Kojirō: Yasha-hen (6 Folgen)                          | 風魔の小次郎 夜叉篇 | 1989 als OVA          | MOVIC                                    |
| Gaki Deka (22 Folgen)                                         | がきデカ | 1989 als Fernsehserie | Gallop                                   |
| Gall Force: Chikyū-shō (3 Folgen)                             | ガルフォース地球章, Garu Fōsu Chikyū-shō, Gall Force: Earth Chapter | 1989 als OVA          | AIC, Animate Film, Artmic                |
| Garaga                                                        | ギャラガ, Hyper Psychic Geo Garaga | 1989 als Film         |                                          |
| Gosenzo-sama Banbanzai! (6 Folgen)                            | 御先祖様万々歳！ | 1989 als OVA          | Pierrot                                  |
| Hengen Taima Yakō Karura Mau! Nara Onryō Emaki                | 変幻退魔夜行 カルラ舞う！ 奈良怨霊絵巻, Karura Mau Movie | 1989 als Film         | Ginga Teikoku                            |
| Himitsu no Akko-chan                                          | ひみつのアッコちゃん | 1989 als Film         | Tōei Animation                           |
| Himitsu no Akko-chan: Umi da! Obake da!! Natsu Matsuri        | ひみつのアッコちゃん 海だ！おばけだ!!夏祭り | 1989 als Film         | Tōei Animation                           |
| Hi-Speed Jecy (12 Folgen)                                     | ハイスピードジェシー | 1989 als OVA          | Pierrot                                  |
| Hoshi Neko Fullhouse (4 Folgen)                               | 星猫フルハウス, Star Cat Fullhouse | 1989 als OVA          | Artland                                  |
| Hoshi no Yūenchi (eine Folge)                                 | ほしのゆうえんち, Fairground in the Stars, Star Park | 1989 als OVA          | Gakken                                   |
| Hyakka Zukan                                                  | ひゃっかずかん | 1989 als Kurzfilm     |                                          |
| Jungle Taitei (52 Folgen)                                     | ジャングル大帝 | 1989 als Fernsehserie | Tezuka Productions                       |
| Kidō Keisatsu Patlabor (47 Folgen)                            | 機動警察パトレイバー | 1989 als Fernsehserie | Sunrise                                  |
| Kikis kleiner Lieferservice                                   | 魔女の宅急便, Majo no Takkyūbin | 1989 als Film         | Studio Ghibli                            |
| Kimagure Orange Road (8 Folgen)                               | きまぐれオレンジ☆ロード | 1989 als OVA          | Studio Pierrot                           |
| Der kleine Bibelfuchs (26 Folgen)                             | 手塚治虫の旧約聖書物語, Tezuka Osamu no Kyūyaku Seisho Monogatari | 1989 als Fernsehserie | Tezuka Productions                       |
| Kyokkoku no Tsubasa Barukisasu (eine Folge)                   | 極黒の翼バルキサス, Legend of Lemnear | 1989 als OVA          | AIC                                      |
| Kyōshoku Sōkō Guyver (6 Folgen)                               | 強殖装甲ガイバー | 1989 als OVA          | Takaya Production                        |
| Lupin Sansei: Secret File (eine Folge)                        | ルパン三世 シークレットファイル, Rupan Sansei: Shīkuretto Fairu | 1989 als OVA          | Tokyo Movie Shinsha                      |
| Mahō Tsukai Sally (90 Folgen)                                 | 魔法使いサリー, Mahō Tsukai Sarī | 1989 als Fernsehserie | Tōei Dōga                                |
| Maison Ikkoku: Karaoke Music Parade                           | めぞん一刻 カラオケ・ミュージック・パレード | 1989 als Special      | Kitty Film, Studio Deen                  |
| Makaryūdo (eine Folge)                                        | 魔狩人 | 1989 als OVA          | Studio Fantasia                          |
| Mobile Suit Gundam: Pocket no Naka no Sensō (6 Folgen)        | 機動戦士ガンダム0080 ポケットの中の戦争, Kidō Senshi Gundam 0080: Pocket no Naka no Sensō, Mobile Suit Gundam 0080: War in the Pocket, Mobile Suit Gundam: Char's Counterattack | 1989 als OVA          | Sunrise                                  |
| Patlabor 1                                                    | 機動警察パトレイバー 劇場版, Kidō Keisatsu Patorebā Gekijōban | 1989 als Film         | Studio Deen                              |
| Patlabor The Mobile Police (47 Folgen)                        | 機動警察パトレイバー, Kidō Keisatsu Patorebā | 1989 als Fernsehserie | Sunrise                                  |
| Peter Pan (41 Folgen)                                         | ピーターパンの冒険, Peter Pan no Bōken | 1989 als Fernsehserie | Nippon Animation                         |
| Project A-ko: Kanketsuhen (eine Folge)                        | プロジェクトA子 完結篇, Purojekkuto A-ko: Kanketsuhen | 1989 als OVA          | Studio Fantasia                          |
| Ranma ½ (18 Folgen)                                           | らんま1/2 | 1989 als Fernsehserie | Kitty Film, Studio Deen                  |
| Ranma ½ Nettōhen (143 Folgen)                                 | らんま1/2 熱闘編 | 1989 als Fernsehserie | Kitty Film, Studio Deen                  |
| Rhea Gall Force (eine Folge)                                  | レアガルフォース, Rea Garu Fōsu | 1989 als OVA          | AIC, Animate Film, Artmic                |
| Riding Bean (eine Folge)                                      | ライディングビーン, Raidingu Bīn | 1989 als OVA          | AIC, Artmic                              |
| Saint Seiya: Saishu Seisen No Senshi Tachi                    | 聖闘士星矢 最終聖戦の戦士たち | 1989 als Film         | Tōei Animation                           |
| Shin Bikkuriman (72 Folgen)                                   | 新ビックリマン | 1989 als Fernsehserie | Tōei Animation                           |
| Tatakae! Chō Robot Seimeitai Transformer: Victory (32 Folgen) | 戦え!超ロボット生命体 トランスフォーマービクトリー V, Tatakae! Chō Robotto Seimeitai Toransufōmā: Bikutorī, Transformers: Victory                                               | 1989 als Fernsehserie | Tōei Animation                           |
| Teki wa Kaizoku: Neko no Kyōen (6 Folgen)                     | 敵は海賊 ~猫たちの饗宴~ | 1989 als OVA          | Kitty Film, Mitaka Studio                |
| Urusei Yatsura: Denki Jikake no Oniwaban (eine Folge)         | うる星やつら 電気仕掛けのお庭番, Urusei Yatsura: The Electric Household Guard                                                                                                   | 1989 als OVA          | Kitty Film, Magic Bus                    |
| Urusei Yatsura: Heart o Tsukame (eine Folge)                  | うる星やつら ハートをつかめ, Urusei Yatsura: Hāto o Tsukame, Urusei Yatsura: Catch the Heart                                                                                    | 1989 als OVA          | Kitty Film, Madhouse, Watanabe Promotion |
| Urusei Yatsura: Karaoke Music Parade                          | うる星やつら カラオケ・ミュージック・パレード | 1989 als Special      | Kitty Film, Studio Pierrot, Studio Deen  |
| Urusei Yatsura: Tsuki ni Hoeru (eine Folge)                   | うる星やつら 月に吠える, Urusei Yatsura: I Howl at the Moon | 1989 als OVA          | Kitty Film, Magic Bus                    |
| Urusei Yatsura: Yagi-san to Cheese (eine Folge)               | うる星やつら ヤギさんとチーズ, Urusei Yatsura: Yagi-san to Chīzu, Urusei Yatsura: Goat and Cheese                                                                               | 1989 als OVA          | Kitty Film, Madhouse                     |
| Venus Senki                                                   | ヴイナス戦記, Venus Wars | 1989 als Film         |                                          |
| Warau Salesman (103 Folgen)                                   | 笑ゥせぇるすまん, Warau Serusuman | 1989 als Fernsehserie | Shin’ ei Dōga                            |
| Yawara! (124 Folgen)                                          | Yawara! A Fashionable Judo Girl | 1989 als Fernsehserie | Kitty Film, Madhouse                     |
| Yōtōden                                                       | 戦国奇譚妖刀伝, Wrath of the Ninja | 1989 als Film         | J.C.Staff                                |